# Palácio d'Egmont

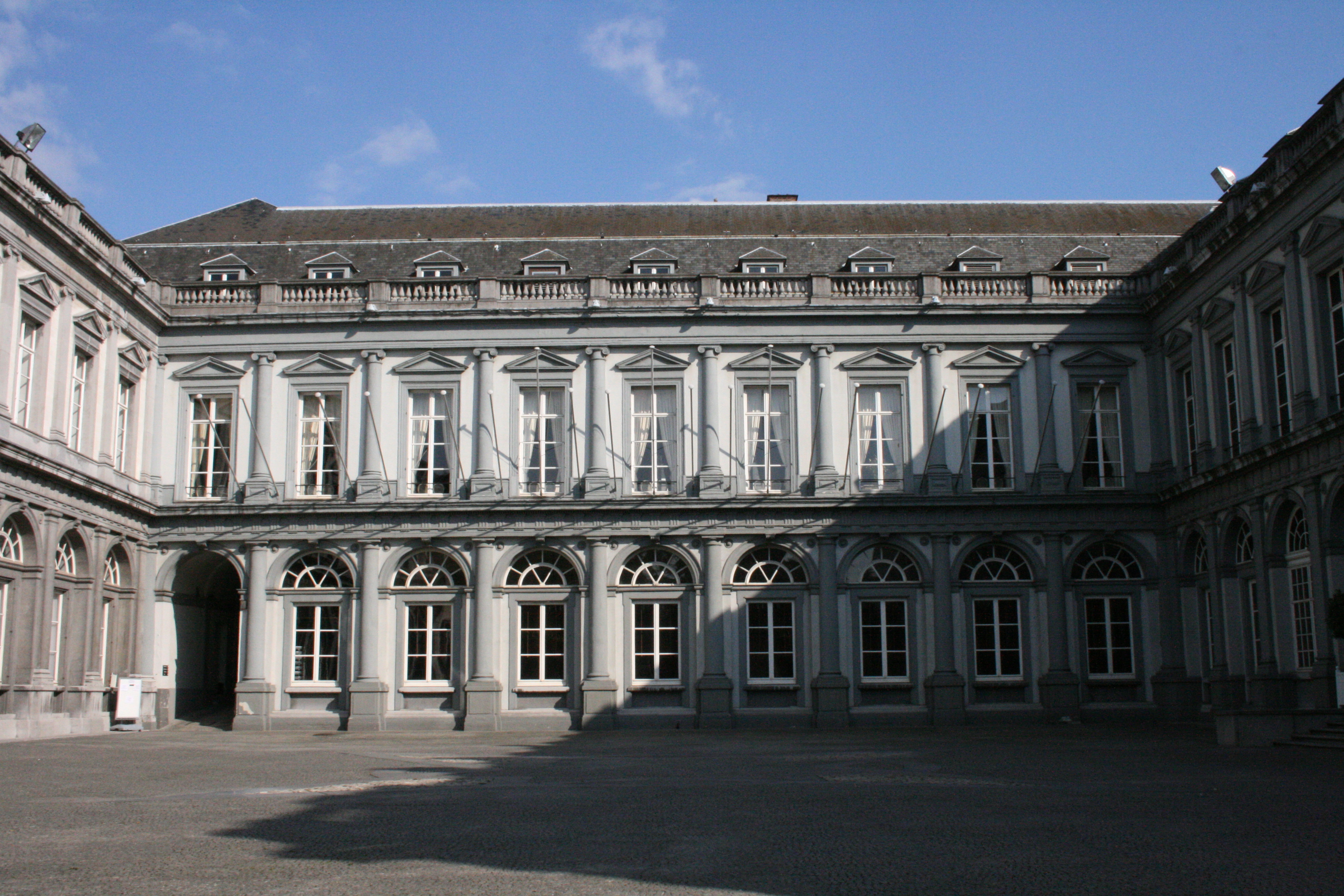
O cour d'honneur do Palácio d'Egmont.

O Palácio d'Egmont é um palácio de Bruxelas situado na Wolstraat/Rue aux Laines frente ao jardim Kleine Zavel/Petit Sablon. Foi construído por Françoise de Luxembourg e continuado pelo seu filho Lamoral entre 1548 e 1560. Actualmente acolhe o Ministério dos Negócios Estrangeiros belga.

## História
Foi Françoise de Luxembourg, Princesa de Gavre, que fez, em 1548, a aquisição dos terrenos no alto do Sablon, onde projectava a construção dum vasto hôtel particulier. O seu filho, Lamoral, Conde d'Egmont, prosseguiu o projecto antes de ser executado sob as ordens de Fernando Álvarez de Toledo y Pimentel, 3º Duque de Alba.
Tendo sido construído, primeiro, em estilo gótico flamejante e, depois, em estilo renascentista, o palácio acabou por ser drasticamente transformado em meados do século XVIII, quando o edifício foi revestido em estilo neoclásico, enquanto que a propriedade passava por casamento para a Casa de Arenberg. As plantas desta fase são atribuidas ao primeiro defensor do neoclassicismo, Giovanni Niccolo Servandoni.
Em 1835, a ala esquerda do palácio veio substituir a velha Igreja dos Petits Carmes, mas um incêndio, deflagrado em 1891, fez desaparecer a parte mais antiga do edifício, pelo que a construção acabou por ser uniformizada em estilo neoclássico.
Depois da Primeira Guerra Mundial, a alemã família Arenberg foi forçada a vender o edifício à cidade de Bruxelas. Em 1964, o palácio foi vendido ao Estado belga, sendo afectado ao Ministério dos Negócios Estrangeiros, que passou a organizar ali os grandes acontecimentos diplomáticos que o papel de Bruxelas no seio da União Europeia e da OTAN multiplica na capital.
Em 1977, o Pacto de Egmont, que determinou a reforma do Estago belga, foi assinado no Palácio d'Egmont durante o segundo mandato de Leo Tindemans.
Sucedendo ao Cardeal de Granvelle, a Cristina da Suécia, a Luís XV de França e a Pedro I da Rússia — mas também a Voltaire e Rousseau — quase todos os Chefes de Estado do planeta foram ali acolhidos, incluindo o Coronel Khadafi.